# Lüttich–Bastogne–Lüttich 1949
Lüttich–Bastogne–Lüttich 1949 war die 35. Austragung des Eintagesrennens Lüttich–Bastogne–Lüttich. Es war Bestandteil der Rennserie Challenge Desgrange-Colombo und wurde am 1. Mai 1949 über eine Distanz von 256 Kilometer ausgetragen. Sieger wurde Camille Danguillaume.

## Rennverlauf
117 Radrennfahrer standen am Start in Lüttich, 47 Fahrer erreichten das Ziel. Nach einem gelungenen Ausreißversuch 20 Kilometer vor dem Ziel erreichten fünf Fahrer das Ziel, von denen Camille Danguillaume den Sprint gewann.

## Ergebnis
| Rang | Fahrer                | Team                 | Zeit           |
| ---- | --------------------- | -------------------- | -------------- |
| 1.   | Camille Danguillaume  | Peugeot–Dunlop       | 6:57:40 h      |
| 2.   | Adolph Verschueren    | Mercier–Hutchinson   | gl. Zeit       |
| 3.   | Roger Gyselinck       | Groene–Leeuw         | gl. Zeit       |
| 4.   | Willy Kemp            | Bottecchia           | gl. Zeit       |
| 5.   | Maurice Meersman      | Ganna–Ursus          | gl. Zeit       |
| 6.   | Pino Cerami           | Elvé–Météore–Griffon | + 0:35 Minuten |
| 7.   | Emile Masson          | Carrara              | + 1:25 Minuten |
| 8.   | Jacques Geus          | Rochet–Dunlop        | gl. Zeit       |
| 9.   | Achiel Buysse         | Alcyon–Dunlop        | gl. Zeit       |
| 10.  | Eugeen Van Roosbroeck | Alcyon–Dunlop        | gl. Zeit       |